# 高山舌突蛙
高山舌突蛙（学名：Liurana alpina）一种于中华人民共和国西藏自治区墨脱县发现的两栖动物，隶属于亚洲角蛙科舌突蛙属。其种加词“alpina”意为“高山的”。

## 形态特征
高山舌突蛙体型小，雄蛙体长23.2～24.9毫米，雌蛙体长25.5毫米左右。背面色斑变异较大，常见有3种色型：色型Ⅰ整个背面呈较均匀的红褐色，具棕黑色点斑，体侧较大而密，背部较小而疏；色型Ⅱ背面主要为土黄色，背部和体侧均杂以较大面积的云状棕灰色斑，背部具棕褐色碎斑，体侧较少；色型Ⅲ整个背面棕色，背部和体侧具较密集的黑褐色碎斑。三种色型个体的两眼间均有一黑褐色横斑，吻棱至颞褶末端下缘具黑褐色纵纹，四肢背面具棕黑色不规则横纹，头侧、体侧和前肢背面具较密集的蓝灰色碎点。腹面色斑大致为两种，其一为整个腹面均为较透明的浅棕红色或肉色，喉部、腹部及前肢腹面具密集的蓝灰色碎斑，下颌前缘和腹部具黑色碎斑（对应背面色型Ⅰ和Ⅱ）；或整个腹面为棕褐色，均具蓝灰色碎斑，腹部呈云状斑并杂以黑色碎斑（对应背面色型Ⅲ）。

## 保护
本种于2023年被收录入《有重要生态、科学、社会价值的陆生野生动物名录》。